# Дейвид Тримбъл
Дейвид Тримбъл (на английски: David Trimble) е североирландски политик, лидер на Ълстърската юнионистка партия от 1995 и пръв министър на Северна Ирландия.
През 1998 г. получава, заедно с Джон Хюм, Нобелова награда за мир за усилията им за намиране на мирно разрешение на конфликта в Северна Ирландия.